# Nemocnice Asaf ha-Rofe

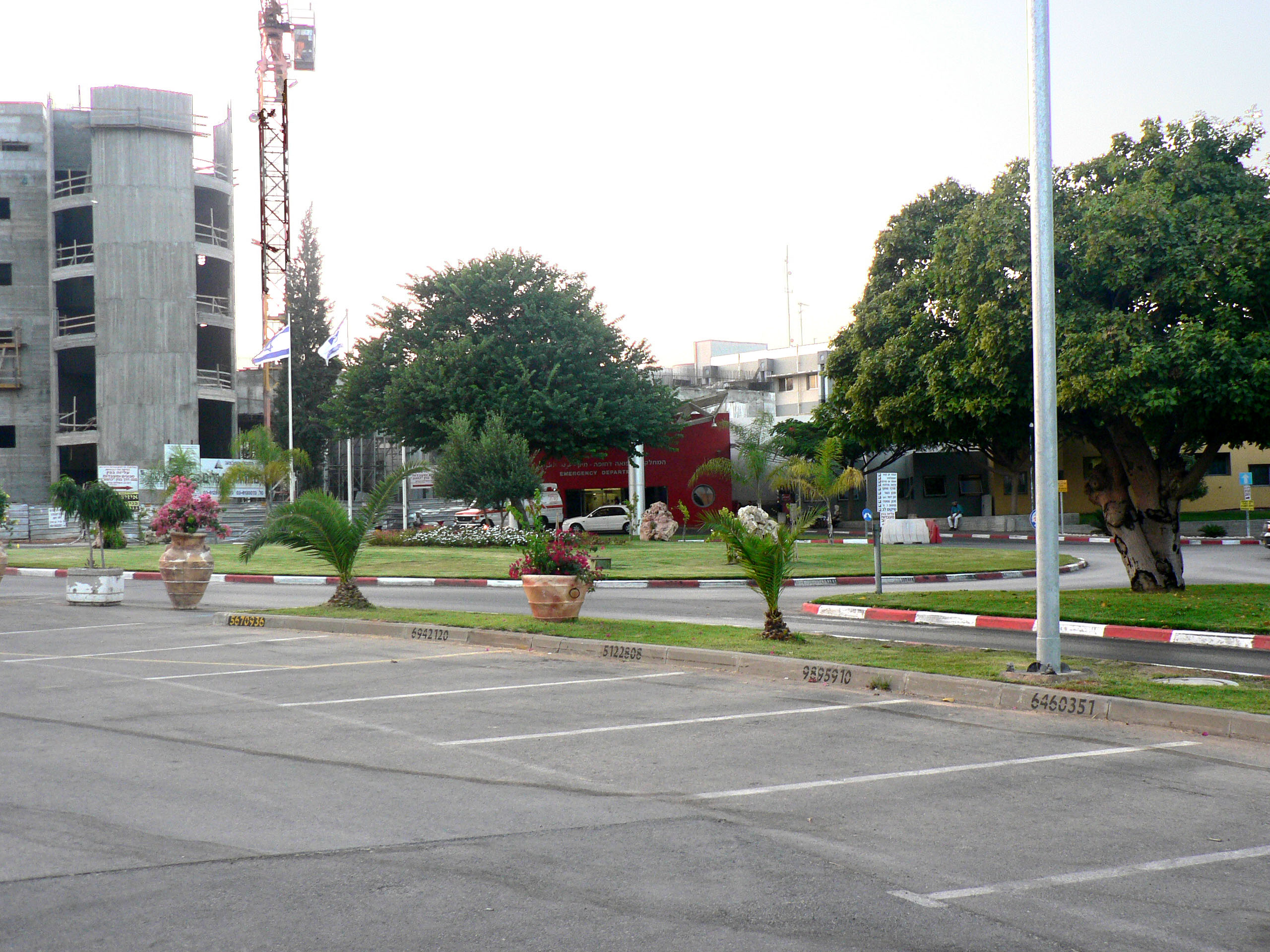
Budova nemocnice

Nemocnice Asaf ha-Rofe (hebrejsky: מרכז רפואי אסף הרופא, Merkaz refu'i Asaf ha-Rofe, doslova Zdravotní centrum Asafa ha-Rofeho, anglicky: Assaf HaRofeh Medical Center) je nemocnice poblíž měst Be'er Ja'akov a Rišon le-Cijon v Izraeli.

## Geografie
Leží v nadmořské výšce cca 60 metrů na severním okraji průmyslové zóny Crifin východně od Rišon le-Cijon a severně od Be'er Ja'akov, cca 10 kilometrů od pobřeží Středozemního moře. Na východě ji míjí dálnice číslo 44.

## Popis
Nemocnice vznikla v srpnu 1948 v areálu opuštěné britské vojenské nemocnice, kterou tu zřídila mandátní správa. Ještě v 60. letech 20. století sídlil ústav v původních provizorních objektech. Teprve pak došlo díky globální kampani s získání peněz na výstavbu moderního areálu. Pojmenována je podle Asafa ha-Rofeho (vlastním jménem Asaf Ben Brachijahu), židovského učence a lékařského odborníka z 5. století našeho letopočtu. Pracuje tu 360 lékařů. Ředitelem nemocnice je Benny Davidson.